# Phyllopodium cuneiifolium
Phyllopodium cuneiifolium là một loài thực vật có hoa trong họ Huyền sâm. Loài này được (L. f.) Benth. miêu tả khoa học đầu tiên năm 1836.